# Syzygium caryophyllatum
Syzygium caryophyllatum är en myrtenväxtart som först beskrevs av Carl von Linné, och fick sitt nu gällande namn av Arthur Hugh Garfit Alston. Syzygium caryophyllatum ingår i släktet Syzygium och familjen myrtenväxter. IUCN kategoriserar arten globalt som starkt hotad. Inga underarter finns listade i Catalogue of Life.

## Bildgalleri

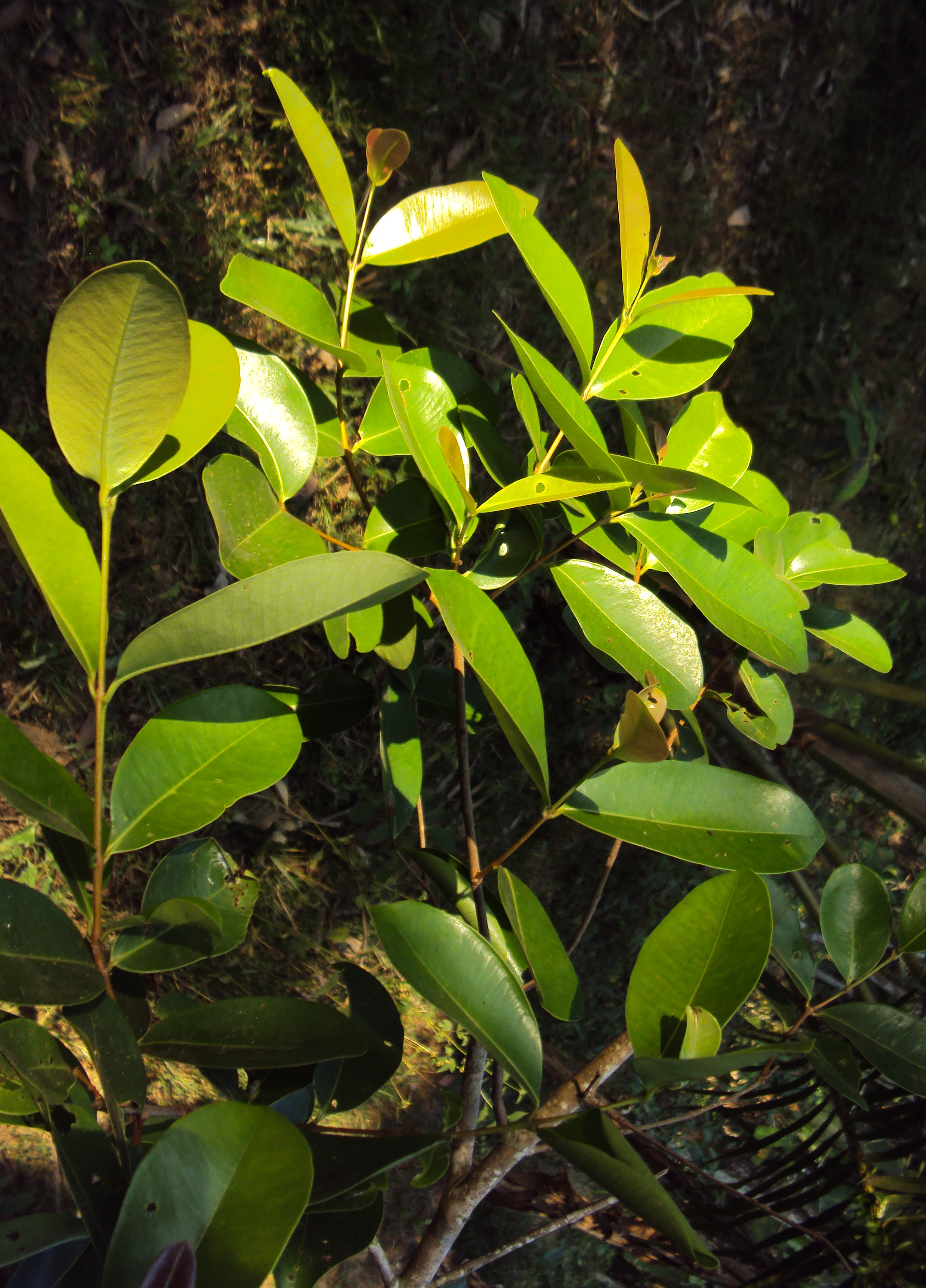
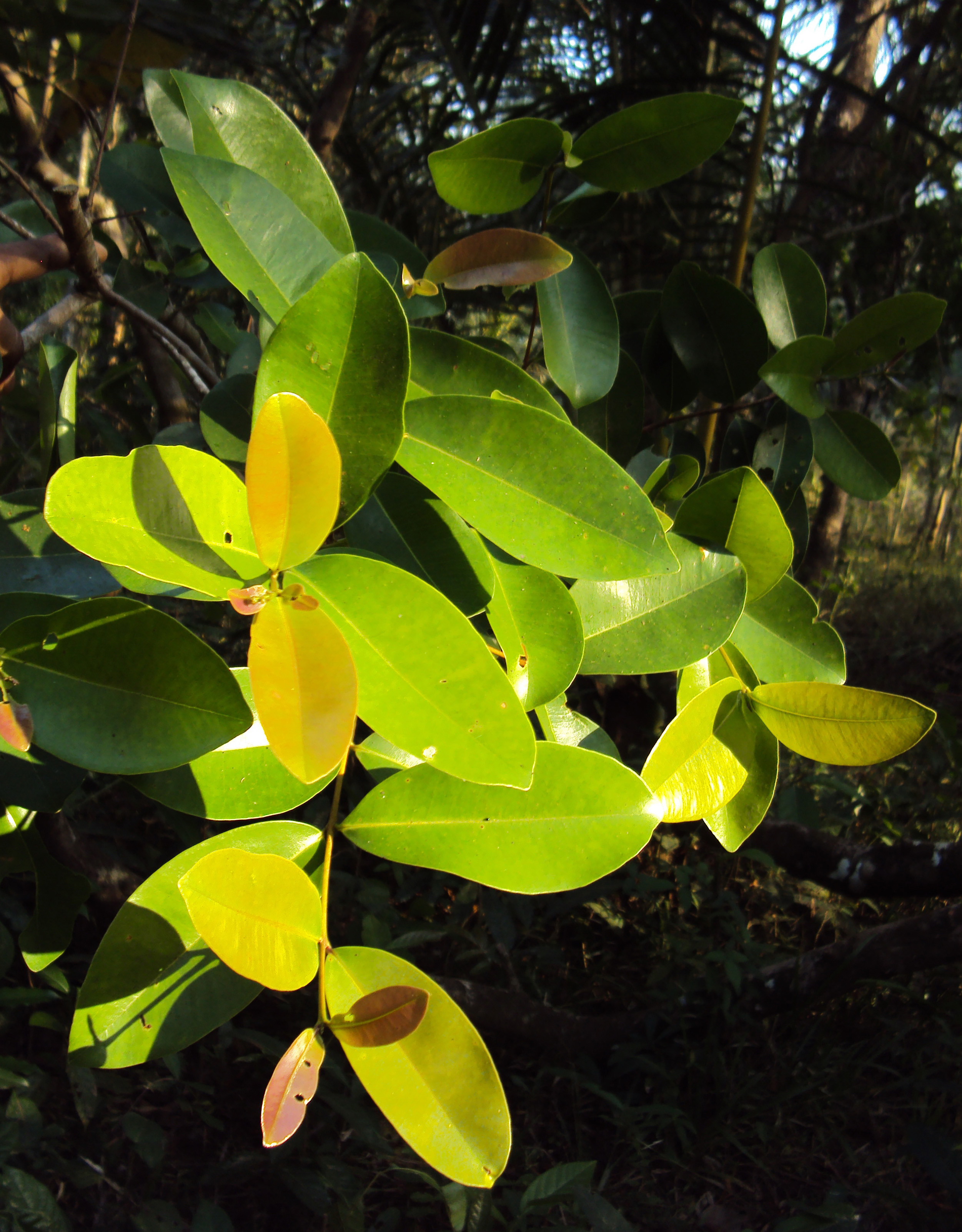
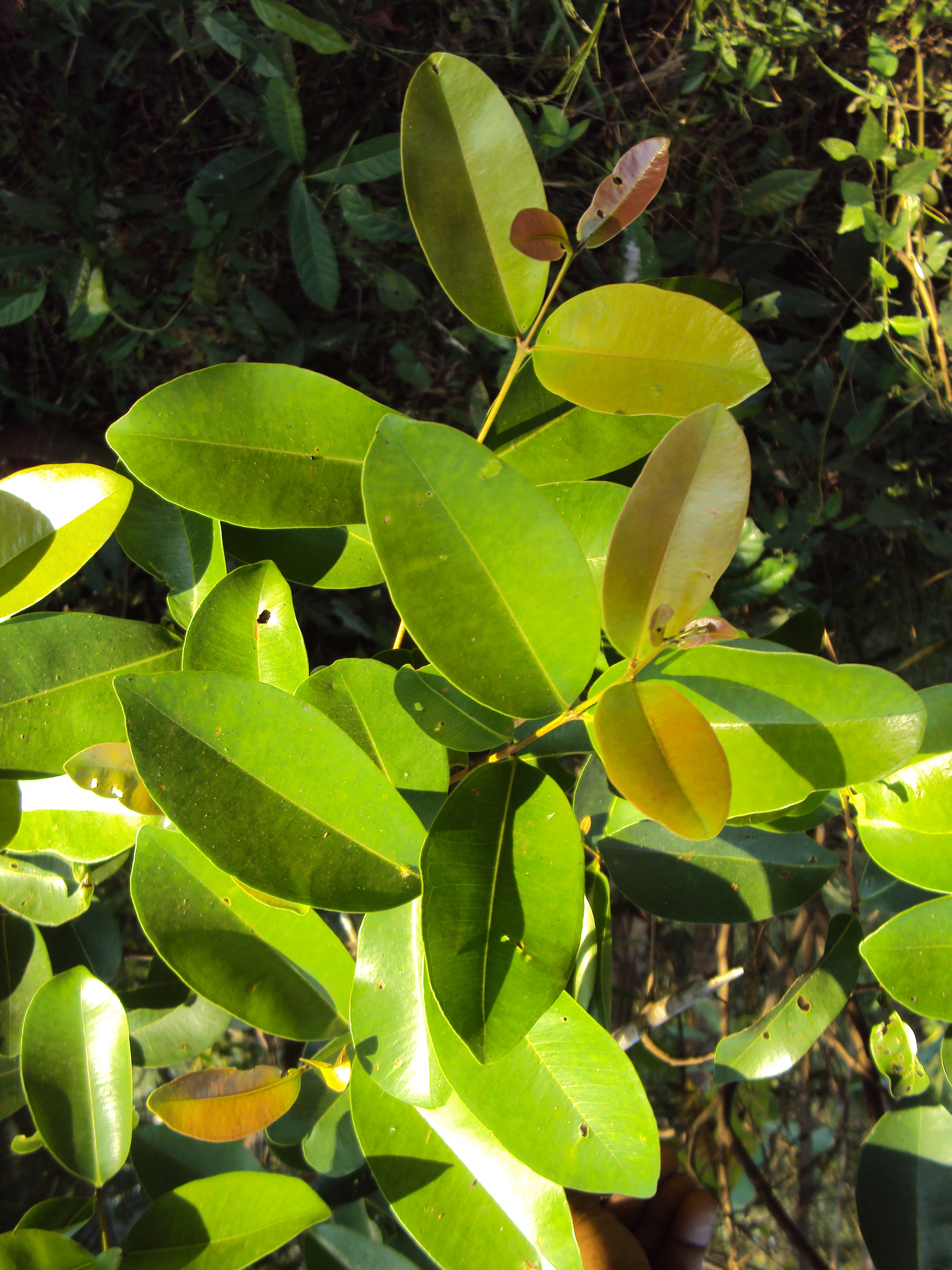
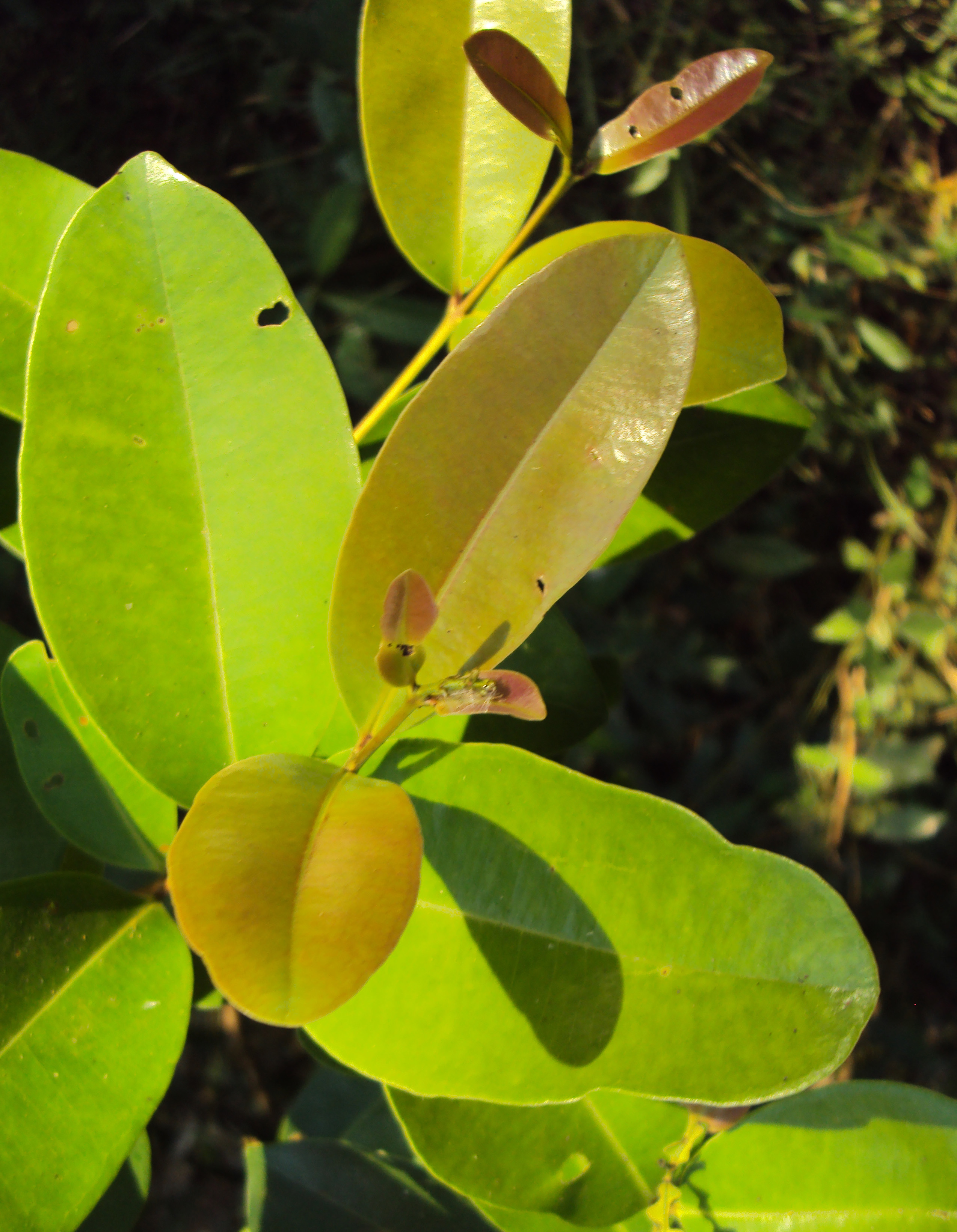